# Francis Wheeler Loomis
Francis Wheeler Loomis (Parkersburg (Virgínia Ocidental), 4 de agosto de 1889 — fevereiro de 1976) foi um físico estadunidense.
PhD pela Universidade Harvard em 1917, com investigações sobre termodinâmica.
Loomis foi bolsista Guggenheim em 1928, estudando em Zurique e Göttingen, e em 1929 fixou-se na Universidade de Illinois em Urbana-Champaign a fim de ser chefe do Departamento de Física, cargo que ocupou até 1957. Loomis assumiu a tarefa de atrair talentosos físicos para uma universidade do meio oeste. Quando instado por Loomis para juntar-se a seu grupo, Isidor Isaac Rabi retrucou "eu adoro metrôs e odeio vacas." Durante a estruturação do departamento Loomis teve sucesso em atrair John Bardeen, que recebeu duas vezes o Nobel de Física, e em 1955 teve como aluno de graduação o futuro Nobel de Física Polykarp Kusch.
Durante a Segunda Guerra Mundial Loomis foi diretor associado do Laboratório de Radiação, dando suporte à defesa nacional. Encerrada a guerra Loomis teve de reiniciar seu trabalho de erguimento do Departamento de Física, tendo dois terços dos professores contratados na década de 1930 deslocado-se para atuar em diversos projetos de defesa devido à guerra.
O prédio principal da física na Universidade de Illinois em Urbana-Champaign foi póstumamente renomeado "Loomis Laboratory of Physics" em sua homenagem.